# Super (клавиша)
Клавиша «Super» — термин, который относится к нескольким различным клавишам на разных клавиатурах. Самая первая клавиша «Super» была клавишей-модификатором на клавиатуре «Space-cadet». В последнее время «клавиша Super» стало альтернативным названием для клавиши «Windows» или клавиши «Command» при использовании операционных систем Linux или BSD, или программного обеспечения, созданного для этих систем.

## От клавиатуры Найта к клавиатуре «Space-cadet»
Том Найт создал как клавиатуру Найта, так и клавиатуру «Space-cadet». По сравнению с клавиатурой Найта, на клавиатуре «Space-cadet» были добавлены ещё два модификатора маркерных битов, «Hyper» и «Super»; клавиша «Super» модифицировала третий маркерный бит (числовое значение 4). Из-за использования клавиатуры «Space-cadet» на Лисп-машинах редактор Emacs также поддерживал клавишу «Super» как одну из нескольких клавиш-модификаторов; однако большинство современных систем должны имитировать её, используя другую клавишу.

## Linux и BSD
Из-за того, что система окон X11 была разработана во времена использования клавиатуры «Space-cadet», в ней определены такие модификаторы клавиш, как «Meta», «Super» и «Hyper» (помимо «Shift», «Control» и «Alt», которые были доступны на большинстве клавиатур). Поначалу на IBM-PC совместимых компьютерах эти модификаторы невозможно было использовать, так как отсутствовали соответствующие клавиши. Практически единственной программой, которая использовала их, был Emacs.
С появлением клавиатур с клавишей «Windows» стало возможным использовать эту клавишу в качестве одного из модификаторов. Поначалу (примерно в 1996 году) эта клавиша чаще всего функционировала как «Meta». Однако из-за того, что «Meta» используется во многих командах E-macs, уже существовали общепринятые способы замены «Meta» (вместо неё или использовалась клавиша «Alt», или последовательное нажатие клавиш Esc и X, которые соответствовали нажатию Meta-X), и добавление физической клавиши «Meta» не особенно помогало в работе. Поэтому основным кандидатом на эмуляцию при помощи клавиши «Windows» стала клавиша «Super», и через несколько лет это стало стандартом де-факто.
Чтобы избежать использования товарного знака Microsoft в документации по Linux эта клавиша упоминается как «Super». Это может сбить с толку некоторых пользователей, которые привыкли к названию «клавиша Windows». В документации к KDE Plasma она называется «Meta», хотя на самом деле используется маркерный бит «Super» из X11.
В большинстве сред рабочего стола Linux эта клавиша используется для управления окнами и запуска приложений, аналогично тому, как она используется в Windows, а не для выполнения команд в приложениях. В отличие от Windows, она часто используется для перетаскивания и изменения размера окон мышью за внутреннюю часть окна, а не за его границу.
В GNOME 3 при отпускании клавиши «Super» по умолчанию отображается окно Activity.
В Openbox клавиша «Super» является доступной клавишей-модификатором, но по умолчанию не используется ни для каких действий.
В Unity клавиша используется для управления программой запуска и управления окнами.
В elementary OS клавиша «Super» показывает ярлыки и используется для управления окнами и виртуальными рабочими столами.

## macOS
Эмулятор X11 в macOS использует в качестве клавиши Super клавишу ⌘ Command, которую также называют клавишей Apple. Если к macOS подключена клавиатура Windows, в качестве клавиши ⌘ Command будет использоваться клавиша ⊞ Win, так что и в этом случае в качестве клавиши Super используется клавиша ⊞ Win.